# Нідерландсько-хорватські відносини

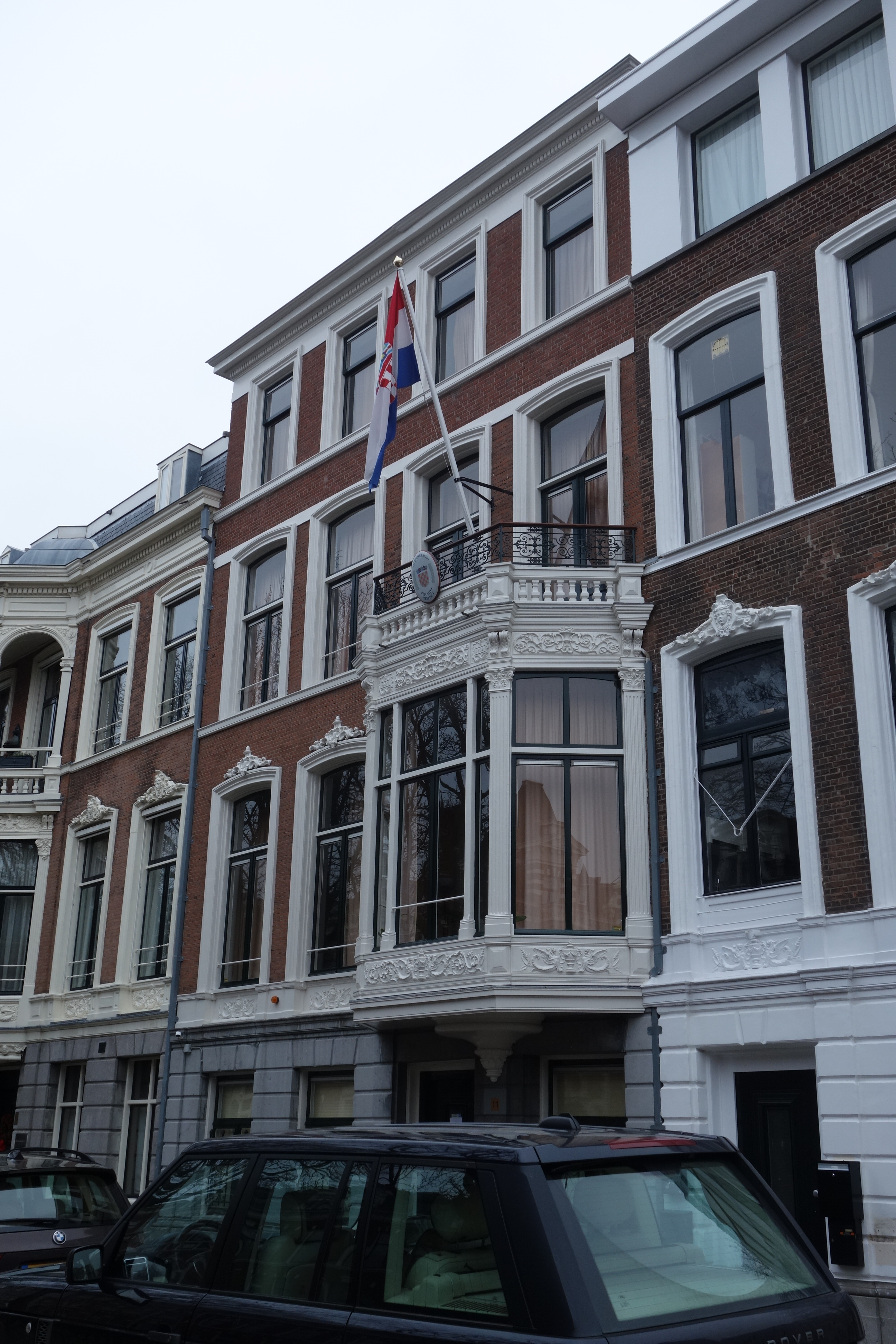
Посольство Хорватії в Нідерландах

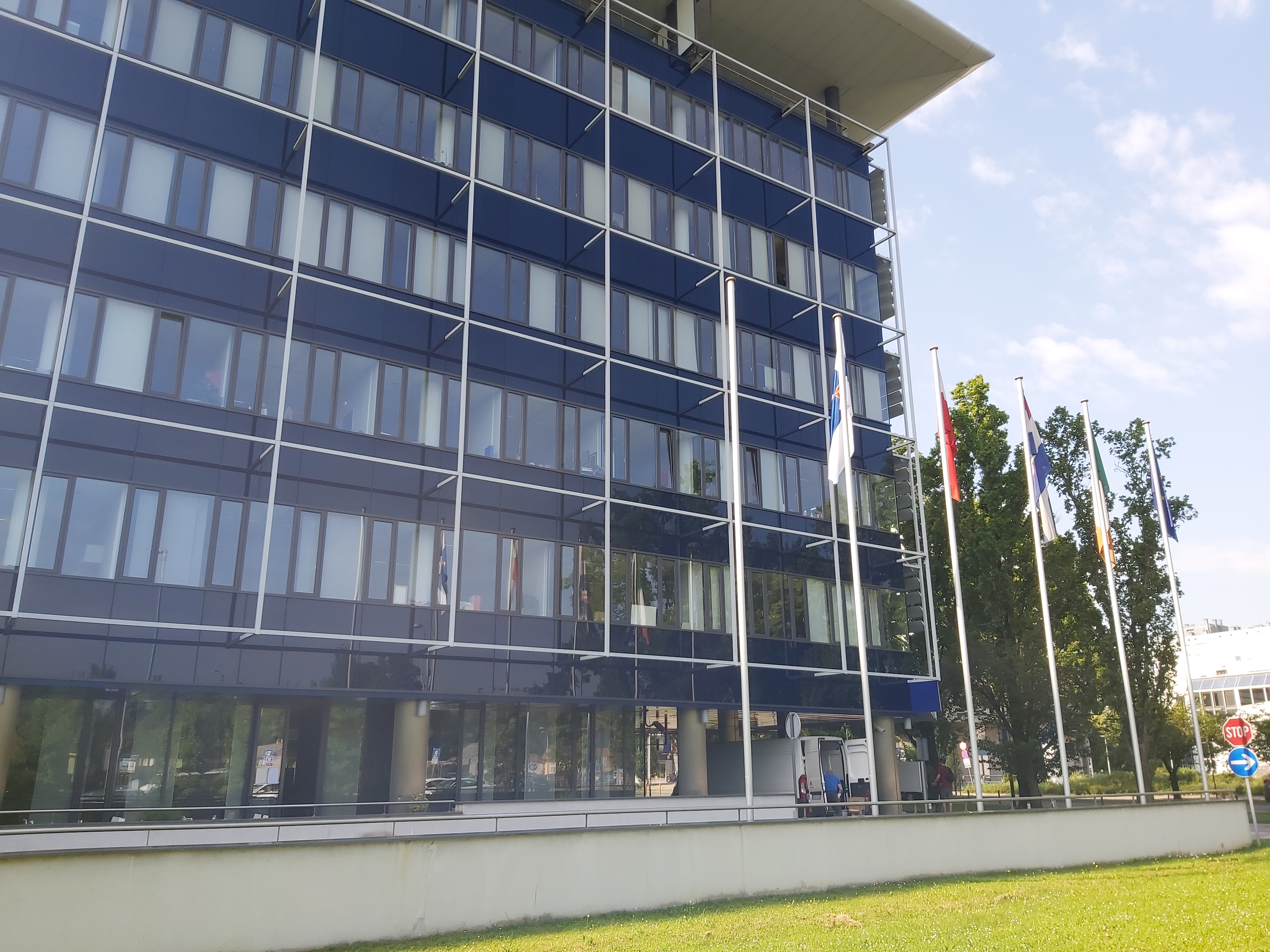
Будівля, де розміщується посольство Нідерландів у Хорватії

Нідерландсько-хорватські відносини (нід. Nederlands-Kroatische betrekkingen, хорв. nizozemsko-hrvatski odnosi) — історичні та поточні двосторонні відносини між Нідерландами та Хорватією. Оцінюються як добрі та дружні.
Обидві держави — повноправні члени Ради Європи, Європейського Союзу і НАТО.
Хорватія має посольство в Гаазі. Нідерланди мають посольство в Загребі та почесні консульства в Опатії, Спліті та Дубровнику.

## Історія
У XVI столітті хорватські ускоки, маючи загалом добру репутацію вмілих мореплавців, зацікавили імператора Карла V, стараннями якого частина з них потрапила до нього на військову службу і потім осіла коло міста Дюнкерк, що належало тогочасним Нідерландам. У першій половині XVII століття хорватський мандрівник Фелікс Гладич відвідав нащадків тих поселенців-ускоків і в листі до свого брата Івана Бартола повідомляв, що розмовляв із ними хорватською мовою.
Обидві країни встановили дипломатичні відносини 23 квітня 1992 року, а в 1996 році було відкрито посольство Нідерландів у Загребі. Нідерланди активно підтримали Хорватію в її процедурі вступу до Європейського Союзу (ЄС). У своїх зносинах із Хорватією Нідерланди наголошують на важливості незворотності реформ, здійснених до вступу в ЄС, зокрема у сферах ефективного управління, судової системи, боротьби з корупцією та регіонального співробітництва. Нідерланди беруть участь у кількох двосторонніх та європейських проєктах, покликаних допомогти Хорватії зміцнити її демократичні інститути та верховенство права. Королівство є найбільшим іноземним інвестором у Хорватії. Основними галузями підприємницької діяльності, в яких співпрацюють обидві країни, є харчова промисловість, фармацевтика та суднобудування. Товарообіг між двома державами зростає, становлячи понад 928 млн євро. Основні статті хорватського експорту в Нідерланди — фармацевтичні вироби, човни та кораблі, електрична техніка та обладнання, а також мінеральне паливо та оливи й мастила. Нідерланди ж поставляють у Хорватію фармацевтичну продукцію, взуття, м'ясо, живих тварин і овочі. Обидві країни мають багато можливостей у секторі ІТ, де можна вчитися одне в одного, або в сільському господарстві та водокористуванні, де є змога перейняти нідерландське ноу-хау.
У Нідерландах проживає близько 10 000 хорватів і їхніх нащадків із самої Хорватії та приблизно стільки ж хорватів із Боснії і Герцеговини, серед яких є як робітники, так і вчені, артисти, лікарі. Громадян Нідерландів хорватського походження високо цінують їхні співгромадяни. Велика кількість хорватів оселилася у промислових містах, як-от Роттердам чи Амстердам.
За даними посольства Нідерландів у Загребі, у Хорватії перебуває приблизно 250—300 громадян Нідерландів, більшість із яких — у зв'язку з підприємницькою діяльністю, а деякі через те, що одружилися з громадянами Хорватії. Більшість із одружених із хорватськими громадянами живуть на островах.
На факультеті гуманітарних і соціальних наук Загребського університету вивчають нідерландську мову та літературу, а на відділенні слов'янських мов і культур Амстердамського університету викладають хорватську мову.